# Cieszątki
Cieszątki [pronunciación en polaco: /t͡ɕeˈʂɔntki/] es un pueblo ubicado en el distrito administrativo de Gmina Kobiele Wielkie, dentro del condado de Radomsko, Voivodato de Łódź, en el centro de Polonia. Se encuentra a unos 5 kilómetros al noroeste de Kobiele Wielkie, a 11 kilómetros al este de Radomsko, y a 81 kilómetros al sur de la capital regional Łódź.
En los años 1975 a 1998, la ciudad pertenecía administrativamente a la provincia de Piotrków.